# Rossignol siffleur
Larvivora sibilans
Espèce
Statut de conservation UICN

 LC  : Préoccupation mineure
Le Rossignol siffleur (Larvivora sibilans, anciennement Luscinia sibilans) est une espèce de passereaux de la famille des Muscicapidae.

## Répartition
C'est un oiseau migrateur.
L'été, il vit dans le nord-est de l'Asie en Russie dans les forêts de la taïga jusqu'au sud de la Mongolie.
L'hiver, dès la fin août, il migre dans les forêts du sud de la Chine et de l'Asie du Sud-Est.

## Habitat
Son habitat est en été celui des sous-bois des forêts de conifères.
En hiver, c'est les forêts tropicales mais aussi les parcs et les jardins.

## Description
Le rossignol siffleur est un petit oiseau de la taille d'un rouge-gorge familier, soit d'environ 14 cm de longueur.

## Alimentation
C'est un oiseau insectivore.
Il se nourrit de fourmis, de scarabées, d'araignées et bien d'autres invertébrés.

## Reproduction
La saison a lieu en juin ou juillet.
Le rossignol siffleur construit un nid, dans les branches ou dans un trou d'arbre, en forme de coupe. Ce nid est fait de feuilles mortes, d'herbe et de mousse. La femelle y pond 5 ou 6 œufs.

## Taxonomie
S'appuyant sur diverses études phylogéniques, le Congrès ornithologique international (classification version 4.1, 2014) déplace cette espèce, alors placée dans le genre Luscinia, dans le genre Larvivora.
D'après le Congrès ornithologique international, c'est une espèce monotypique (non divisée en sous-espèces).